# Jogo das Decapitações
Jogo das Decapitações é um filme brasileiro de drama dirigido por Sérgio Bianchi e lançado em 21 de outubro de 2013.

## Sinopse
Leandro (Fernando Alves Pinto) é filho de Jairo Mendes (Paulo César Pereio, quando velho, e João Velho, quando jovem), um cineasta marginal, e de uma Marília (Clarice Abujamra), uma ex-militante. Em seu mestrado, ele pesquisa sobre a ditadura militar no Brasil e acaba se deparando com a obra do pai, censurada em 1973. Paralelamente a isso, o personagem principal encontra Rafael (Silvio Guindane), um jovem niilista que muda sua perspectiva do contexto político.

## Elenco
- Fernando Alves Pinto - Leandro
- Clarisse Abujamra - Marília
- Silvio Guindane - Rafael
- Maria Manoella - Vera
- Sérgio Mamberti - Siqueira
- Paulo César Peréio - Jairo
- Maria Alice Vergueiro - Renata
- Renato Borghi - Jacques
- Germano Haiut - Alfredo
- Antônio Petrin - Plínio
- Ana Carbatti - Heloísa
- Magali Biff - Profª. Célia
- João Velho - Jairo (jovem)

## Prêmios e indicações
- Festival de Cinema Luso-Brasileiro de Santa Maria da Feira de 2013: Melhor filme
- Festival do Rio de 2013: Menção Honrosa do Júri (Ator Coadjuvante) - Silvio Guindane
- Festival do Rio de 2013: Melhor filme (indicado)